# Baguer-Pican
Baguer-Pican település Franciaországban, Ille-et-Vilaine megyében. Lakosainak száma 1764 fő (2022. január 1.). Baguer-Pican Cherrueix, La Boussac, Dol-de-Bretagne, Epiniac, Mont-Dol és Saint-Broladre községekkel határos.

## Népesség
A település népességének változása:
| Lakosok száma | 911  | 873  | 980  | 1206 | 1578 | 1641 | 1681 | 1738 | 1779 | 1764 |
|               | 1968 | 1982 | 1990 | 2006 | 2013 | 2015 | 2017 | 2019 | 2020 | 2022 |